# Бабино (Калужская область)
Бабино — деревня в Износковском районе Калужской области Российской Федерации. Входит в состав сельского поселения «Село Шанский Завод».

## Название
Бабино происходит от прозвища «Баба» — замужняя женщина низшего сословия или вятского «бабыны» — «спать»

## География
Расположена в пределах Смоленско-Московской возвышенности, на берегах реки Жеребцы, между реками Костижа и Изверь, в ~ 94 километрах от областного центра — города Калуги, и в ~ 17 км от районного центра — села Износки. Ближайшие населённые пункты: деревня Фокино (0,5 км) и Ивлево(3 км).

## История

### XVIII
1724 год, нанесено на «Карте окрестностей Можайска» Делиля
1774 год, Бабино содержится на Карте Горихвостова
1782 год, Бабино — деревня Гиреевской волости, принадлежащей графине Екатерине Ивановне Шуваловой, вдове графа Александра Ивановича Шувалова. Деревня стоит на берегах реки Гастажи(сейчас Костижи).

### XIX век
1863 год, в «Списке населённых мест Калужской губернии», Бабино — владетельная деревня 2-го стана Медынского уезда, на реке Лубянка, по левую сторону тракта Медынь—Гжатск. В деревне 40 дворов и 199 жителей.
1891 год, Бабино, по «Списку населённых мест Калужской губернии», сельцо Гиреевской волости 2-го стана Медынского уезда. В деревне 222 жителей.

### XX век
1914 год, Бабино — согласно «Списку населённых мест Калужской губернии» деревня 2-го стана Медынского уезда, проживает здесь 262 человека.
16 ноября 1918 года отряду Курземского латышского полка было приказано отбыть в направлении Грибаново → Гришино → Бабино → Тисково → Паньшино → Поджаровое → Паново → Стрижалово → Булатово → разъезд Кошняки для подавления Медынского крестьянского восстания.
1950-е годы — Захоронения бойцов РККА из Бабино перенесли в братскую могилу села Шанский завод.

## Население
| 2002 | 2010 |
| ---- | ---- |
| 4    | ↘3   |

## Инфраструктура
Личное подсобное хозяйство с зоной сельскохозяйственного использования, индивидуальная застройка усадебного типа.

## Транспорт
Просёлочная дорога к соседней деревне Фокино. 